# Amazonské příšerky
Amazonské příšerky (Aliens of the Amazon) je francouzský přírodovědný dokument. Zachycuje hmyz z čeledi ostnohřbetkovití ve volné přírodě Ekvádoru. V dokumentu do této země vyráží expedice francouzských a amerických vědců. Při hledání hmyzu využívají zvláštní metody (např. vyšplhání na strom pomocí praku apod.). Míří jak do blízkosti člověka, tak i do deštných pralesů a mokřadů. Film byl vyroben v roce 2009, česky byl vysílán na ČT2 v roce 2012.